# Басыров, Миассар Магасумович
Миассар Магасумович Басыров ― башкирский поэт, писатель и публицист.

## Биография
Родился 25 ноября 1930 года в деревне Старые Балыклы Бакалинского района Башкирской АССР.
В 1941 году закончил пятый класс школы и в возрасте 11 лет начал работать в колхозе «Совет» бригадиром первой бригады.
Осенью 1948 года уехал в Иркутск, где учился в фабрично-заводском училище. Год проработал в шахтах Иркутской области.
Вернувшись на родину, в 1949 году поступает в Башкирское государственное театрально-художественное училище, которое окончил в 1952 году.
В 1959 году окончил историко-филологический факультет Башкирского государственного университета. Работал журналистом в Башкирском радиокомитете, редакциях газеты «Совет Башкортостаны», сатирического журнала «Хэнэк», аппарате Союза писателей Башкортостана.
Умер 28 февраля 1983 года, похоронен в Уфе.

## Творчество
Уже работая журналистом показал себя талантливым литератором. Книги стихов Басырова «Я твой, жизнь!», «Орлиные высоты», «Сердце — часы моей жизни» стали заметным событием в культурной жизни Башкирии. Его поэзия проникнута чувством патриотизма, для стихов характерны драматизм изображаемых событий и остросюжетность.
В 1968 году стал членом Союза писателей СССР. Уже после смерти поэта вышли в свет книги «Подарю вам песни души», «Годы мои — паруса мои» и «Тоскуют без меня березы».

## Память
- В музее средней школы села Ахманово имеется стенд, посвященный Миассару Басырову
- В селе Старые Балыклы центральная улица носит его имя